# زکریا بن آدم اشعری

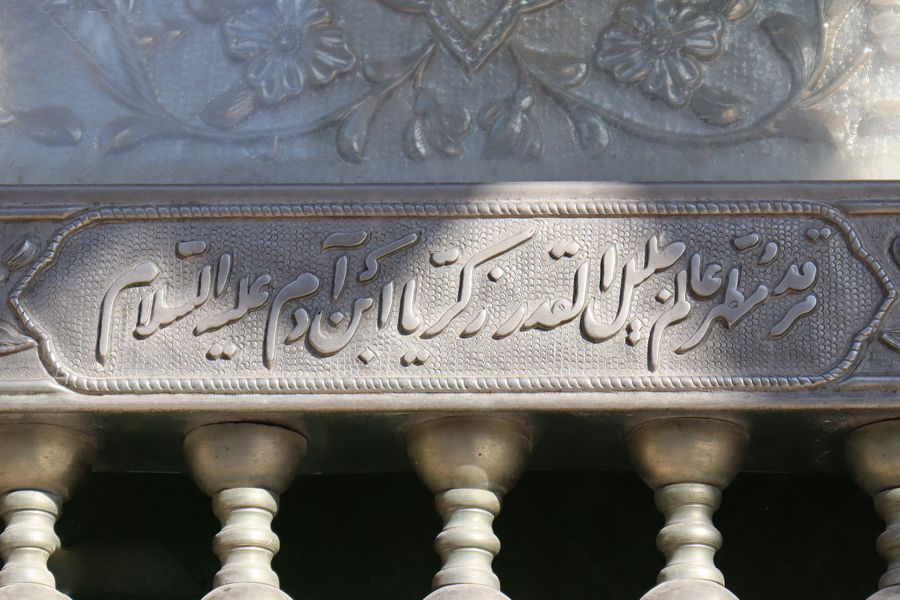
حکاکی سر در مقبره زکریا بن آدم اشعری قمی در قبرستان شیخان قم، ایران

زکریا بن آدم اشعری از افراد برجسته خاندان اشعری و از محدثان شیعه امامی به حساب می آید. او  را از صحابه جعفر بن محمد (پیشوای ششم شیعیان)، موسی بن جعفر (پیشوای هفتم شیعیان)، علی بن موسی الرضا (پیشوای هشتم شیعیان) و محمد بن علی الجواد (پیشوای نهم شیعیان) می دانند.
او از وکلای ائمه شیعه دوازده امامی و نماینده علی بن موسی الرضا (امام هشتم شیعیان دوازده امامی) و محمد بن علی الجواد (امام نهم شیعیان دوازده امامی) در قم بوده است.
مدفن وی در مقبره شیخان قم می‌باشد.
زکریا بن آدم، از اهالی قم، نیز از اصحاب مخصوص جواد و پدرش رضا بود. در روایتی که در رجال کشی نقل شده، جواد یکی از شیعیانش را برای پرسیدن مسائلش به زکریا، که «در امور دین و دنیا امین است» ارجاع داده‌است.

## مقام علمی
به نقل از کتاب رجال کشی، محمد تقی یکی از شیعیانش را برای پرسیدن سوالاتش به زکریا ارجاع می دهد که در  «در امور دین و دنیا امین است.»
علی بن موسی الرضا دربارهٔ وی گفته است:
راهنمایی‌های دینی را از زکریا بن آدم بیاموز که در امور دین و دنیا امین و مورد اعتماد است.
ابن شهر آشوب مازندرانی وی را از اصحاب موسی بن جعفر خوانده و می‌نویسد:
او دارای کتابی در حدیث است و مسایلی را از آن امام سؤال کرده است.

روایاتی که از زکریا بن آدم قمی در متون حدیث به ثبت رسیده است، حدود چهل روایت است.
این روایات اغلب در موضوعات فقهی و نیز معرفی امامت ایمه مسلمین می‌باشد.